# Шультес (фильм)
«Шу́льтес» — полнометражный художественный фильм производства российской кинокомпании «СТВ», дебютная кинокартина режиссёра Бакура Бакурадзе, лауреат Гран-при «Кинотавр» за лучший фильм и Гран-при Киевского МКФ «Молодость» (2008).

## Сюжет
Тридцатилетний Алексей, незаметный «человек без свойств», живёт в окрестностях метро «Чертановская» и «Южная», утром занимается бегом, ухаживает за больной матерью, смотрит телевизор, навещает брата на срочной службе и даёт ему деньги. Постепенно зритель узнаёт имя героя, то, что он вор-карманник. Герои практически всегда молчат или невнятно перекидываются несколькими фразами. Почти на все вопросы Алексей отвечает монотонно, «так, нормально». Чтобы добраться домой, он ищет свой адрес в блокнотике. Однажды он знакомится с маленьким воришкой Костиком, с которым ему проще красть. Знакомый Алексея, реаниматолог, вывозит его красть ключи у владельцев дорогих автомобилей.
Умирает мать Алексея, он выбирает гроб, единственный присутствует на кремации. Они с Костиком, «промышляя» в метро, обворовывают девушку, которую позже во время прихода к сообщнику-врачу Алексей видит в реанимации. Он отыскивает её документы и ключи, находит её квартиру, берёт там камеру и потом дома долго просматривает записанные девушкой на кассете признания в любви. Вечером, после посещения сотрудника ритуального агентства, принёсшего урну «господину Шультесу», Алексей перебирает фотографии: старые семейные и школьные — быстро, новые, с какой-то женщиной — медленнее, два раза. Урну с прахом матери ставит в дальний шкаф, к спортивным кубкам. Во время планового визита к психиатру выясняется, что Шультес два года назад перенёс автокатастрофу и мозговую травму; страдая амнезией, он считает, что получил травму из-за нападения на него трёх неизвестных мужчин. Алексей с малолетним напарником, реаниматологом и наводчиком приезжают к какому-то кафе. Алексей крадёт ключи у указанного ему человека, медленно уходит, но его подводит напарник, привлекая к себе внимание компании, в которой сидел обворованный. Потерпевший с двумя другими мужчинами догоняют на улице Шультеса, валят на тротуар и долго бьют.

## Критика
По выражению критиков, режиссёр снимает «не центр и не дно города, не блеск неона и не грязный низ, а берет ровный средний план, ежедневную жизнь миллионов: типовые подъезды, магазины, квартиры. И безошибочно находит героя — постороннего, слившегося с пейзажем, но не растворённого в нём», «настоящую Москву — город убогих ларёчков и грязных типовых подъездов».
Темп фильма неторопливый, тон безэмоциональный, жёсткий и отстранённый, герои среднестатистические, элементарный монтаж, сцены часто сняты равнодушной статичной камерой, музыка — только если в кадре есть её источник, диалоги, как правило, исчерпываются угрюмым молчанием.
Председатель жюри «Кинотавра» Павел Чухрай объяснил решение жюри так: «„Шультес“ — глубокий, очень профессионально сделанный фильм. Паузы, которые Бакур умеет заполнять, мне напоминают Тарковского».

## В ролях
- Гела Читава — Шультес
- Руслан Гребенкин — Костик
- Любовь Фирсова — мать Шультеса
- Сесиль Плеже — девушка в метро
- Вадим Суслов — брат Шультеса
- Иван Лебедев — Славик
- Ношреван Тавхелидзе — Стас
- Вадим Цаллати — Паша
- Руслан Сушон — психиатр
- Анна Сорока — кассирша супермаркета
- Александр Абчинец
- Константин Буслов — человек в баре
- Сергей Болотаев
- Дмитрий Шибнев
- Сахат Дурсунов
- Гия Маткава
- Денис Нестеров
- Алексей Кучин — механик автосервиса
- Владимир Кириллов — человек в бане
- Марат Кисиков
- Александр Малинин
- Мария Симонова

## Съёмочная группа
- Режиссёр, сценарист — Бакур Бакурадзе
- Продюсер — Сергей Сельянов, Юлия Мишкинене
- Операторы — Марина Горностаева, Николай Вавилов